# Phyllogomphoides selysi
Phyllogomphoides selysi là loài chuồn chuồn trong họ Gomphidae. Loài này được Navás mô tả khoa học đầu tiên năm 1924.